# Aloe omavandae
Aloe omavandae är en grästrädsväxtart som beskrevs av Van Jaarsv. Aloe omavandae ingår i släktet Aloe och familjen grästrädsväxter. Inga underarter finns listade i Catalogue of Life.